# ルチアン・スンマルテアン
ルチアン・ユリアン・スンマルテアン（Lucian Iulian Sânmărtean, 1980年3月13日 - ）は、ルーマニア・ビストリツァ出身の元サッカー選手。元ルーマニア代表。現役時代のポジションはミッドフィルダー。
右利きであるが、左サイドでも起用される。パス精度のみならず、ドリブルにも優れ、ヨアン・サバウ監督からゲオルゲ・ハジ以来のルーマニアで最も才能ある選手と評価された。しかし、キャリアの多くで負傷に悩まされていた。

## 経歴

### クラブ

#### グロリア・ビストリツァ
生まれ故郷ビストリツァを本拠地とするFCグロリア・プログレスル・ビストリツァの下部組織に6歳で入団し、キャリアを開始した。1999年4月24日のFCオネシュティ戦 (3-1)において、途中交代でグロリア・ビストリツァのトップチームからプロ初出場を飾ると、程なくして同国で最も才能ある若手の1人として地位を確立し、2000年のクパ・リギー獲得 (PK戦で得点)と2002-03シーズンのクラブ史上最高となるディヴィジアAでの3位に貢献した。
その活躍から、2003年1月7日の23歳の時に元主将コンスタンティン・シューマッハの後釜として、移籍金25万ユーロでFCラピド・ブカレストと契約した。しかし、トルコのアンタルヤで行われている冬季合宿での親善試合に出場した際に突如60分にベンチに退くと、2月2日にブカレストのスポーツ医学研究所でB型肝炎とD型肝炎を患っていると診断され、ビストリツァへの復帰が決定した。しかし、実際にはこの病気を患っておらず、2クラブ間での金銭面の相違を隠す為の嘘だった。

#### パナシナイコス
2003年7月16日に移籍金90万ユーロでアルファ・エスキニのパナシナイコスFCと3年と2年のオプション付で契約し、ドル・ニコラエ (Doru Nicolae)、ドゥミトル・ミトゥ、エリック・リンカル、ダヌツ・ルプに次ぐ、同クラブでプレーする5人目のルーマニア人選手となった。8月24日のシュコダ・クサンティFC戦 (1-0)で初出場を飾り、12月17日のキペロ・エラーダスでのOFIクレタ戦 (3-0)で初得点を記録。3月14日のパニオニオスFC戦でも得点した。加入1季目の2003-04シーズンにリーグ優勝に貢献し、そのプレーはファンから小さな魔術師と呼ばれる程に人気を集めたが、アルベルト・マレザーニ監督就任以降において2年以上起用されず、2006年12月にクラブとの契約残り期間を自身で買い取った。

#### ユトレヒト

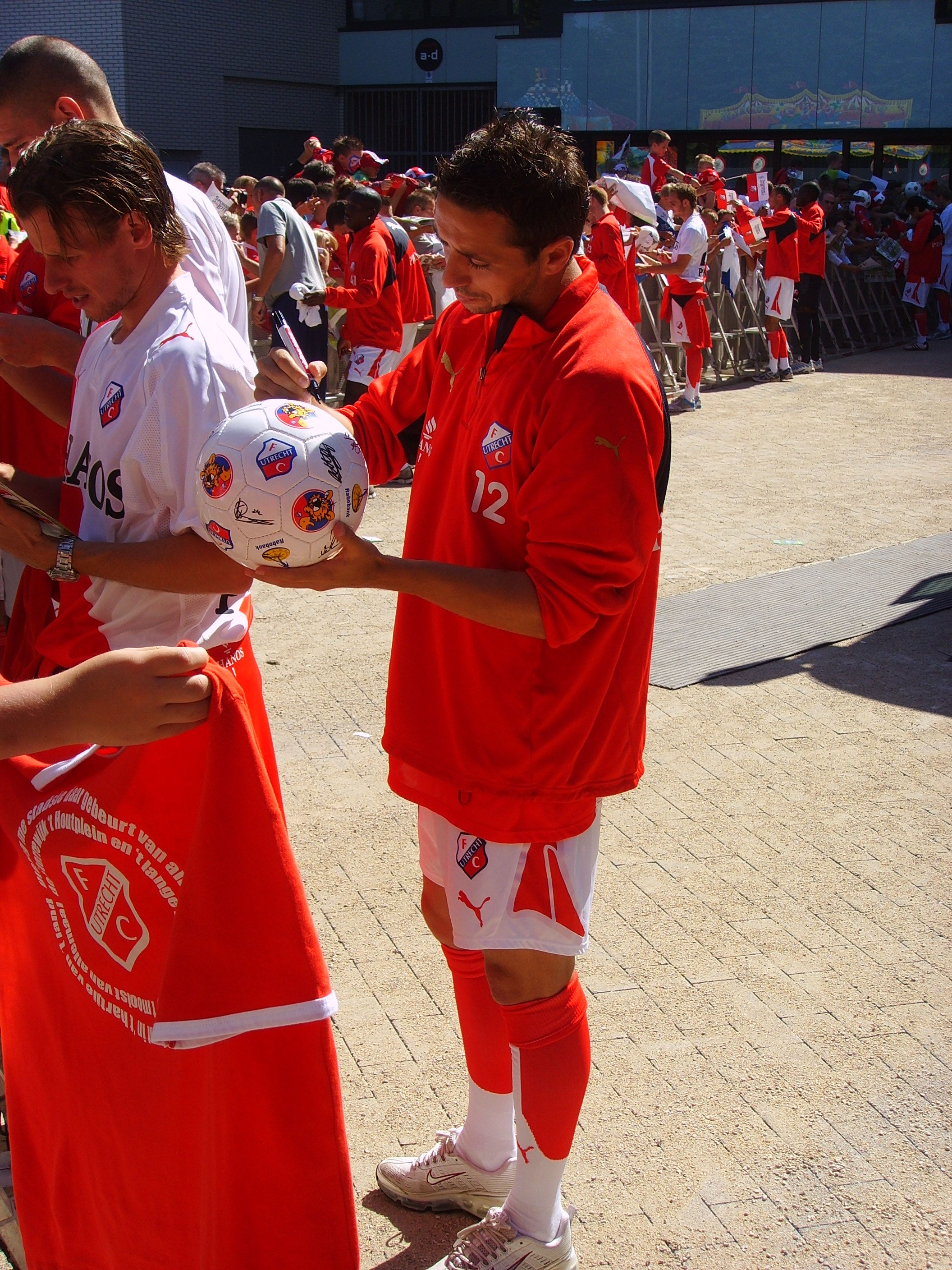
ファンにサインをするスンマルテアン (2007)

自由契約選手となった後、AZアルクマールのトライアルに参加すると予想される中、2007年2月15日にエールディヴィジのFCユトレヒトと短期間 (2年オプション)の契約で合意した。契約合意の際にクラブのテクニカル・ディレクターから「我々は金鉱を得た。彼はUEFAチャンピオンズリーグ級の選手であり、彼を長い間チームに留めることは出来ないだろう」と期待を寄せられてスタートを切り、3月26日にASモナコとのダヴィド・ディ・トマソ追悼試合において背番号12を着て初出場、4月8日のヴィレムII戦でリーグ戦初出場を飾った。その後、負傷に苦しみ出場機会を得るのに苦労し、2008年8月31日にクラブと契約解消をした。ユトレヒトでは、リーグ戦僅か16試合の出場に終わったが、短い出場の中で随所に見せたプレーは感銘を与え、後の2015年に元同僚のミシェル・フォルムはSky SportsのThe Fantasy Football Clubに出演した際、自身が選定するベストイレブンにスンマルテアンを選出し、「信じられない程のテクニックにドリブル技術で試合をコントロールしていた」と当時を振り返った。

#### グロリア・ビストリツァ復帰
再び自由契約選手となると、古巣グロリア・ビストリツァで自主訓練を積んだ。その後、2009年1月8日にチーム練習に参加し、2月25日に同クラブと半年の短期契約を結び、3月1日のラピド・ブカレスト戦で背番号10を着用して復帰後初出場を飾った。以来、5月23日の試合でリーグ通算100試合を達成する中、4月10日のCFRクルジュ戦でアシストを決める等、短期間に活躍していたことで、7月にはステアウア・ブカレストから関心を寄せられた。だが、金銭面の相違もあり、29日にグロリア・ビストリツァと契約を1年延長した。
2009年9月18日のFCチェアラゥル・ピアトラ・ネアムツ戦において、2004年12月以来となるグロリア・ビストリツァでの得点を挙げた。フローリン・ハラジアン監督就任以降は、主将に就任し、10月14日のステアウア・ブカレスト戦 (1-1)で主将に任命されてから初の勝ち点を獲得したが、その後の規律違反からハラジアン監督の構想外となり、12月3日に放出された。

#### ヴァスルイ
グロリア・ビストリツァ退団から程なくの2009年12月23日にFCヴァスルイと2年半契約を締結した。なお、2010年2月21日に弟のディヌも加入した。ヴァスルイでは、21日のCSガズ・メタン・メディアシュ戦で背番号18を着用して初出場を飾り、18日のFCポリテフニカ・ヤシ戦でコーナーキックからカルロ・コストリーをアシストした。それから4日後のラピド・ブカレスト戦では、ウーゴ・ルスとの交代で59分に弟のディヌが途中出場してきたことで兄弟でプレーすることになり、自身が72分にベンチに退くまでの19分間一緒だった。4月15日にクパ・ロムニエイのFCブラショフ戦 (2-0)において、27ヤードの距離からフリーキックで初得点を挙げて決勝進出に貢献したが、5月26日のCFRクルジュとの決勝戦中では、軽傷したことで前半終了後に交代しており、チームはPK戦の末に敗れた。一方のリーグ戦では、クラブ史上最高の3位でシーズンを終えた。
2010-11シーズンをUEFAヨーロッパリーグ 2010-11プレーオフのリール戦でスタートを切り、0-2によって初のグループステージ進出は叶わなかった。9月23日のALROスラティナ戦にてヴァスルイでの初のレッドカードによる一発退場処分となった。10月15日のCFRクルジュ戦で至近距離からシーズン初得点を挙げた。シーズン2得点目は、2011年4月1日のFCウニレア・ウルジチェニ戦 (2-0)であり、17ヤードからのシュートでタイトル戦線にチームを残した。5月15日のFCスポルトゥル・ストゥデンツェスク・ブカレスト戦において、加入後初めて主将を務めるなどでチームを牽引し、リーグ最多の10アシストを決め、2季連続3位でシーズンを終了することに貢献した。

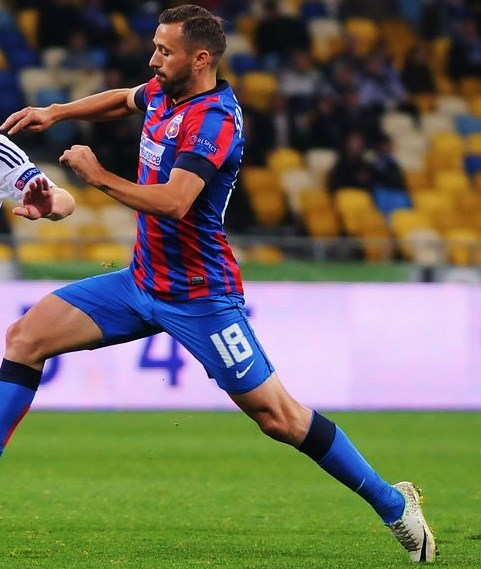
FCステアウア・ブカレストでのスンマルテアン (2014年10月)

負傷により、2011-12シーズン前の親善試合全てを逃すことになったが、ラピド・ブカレストとの開幕戦には先発出場し、8月18日のACスパルタ・プラハ戦 (2-0)においては、1得点1アシストと全得点に絡みUEFAヨーロッパリーグ 2011-12グループステージ進出に導いており、9月11日に本拠地でのFCディナモ・ブカレスト (3-1)でリーグ戦における2011-12シーズン初得点を挙げるなどの活躍から、11月18日にはクラブと3年契約を締結した。12月8日にfanatik誌の年間最優秀ミッドフィルダーを受賞すると、19日にはリーガ・プロフェショニスタ・デ・フォトバル (LPF)とルーマニアサッカー連盟 (FRF)からリーグ年間最優秀選手賞を受賞し、Gazeta Sporturilorによるルーマニア年間最優秀選手賞はガブリエル・トルジェに次ぐ2位だったが、ProSportの読者によるルーマニア年間最優秀選手賞には選出された。2012年3月9日のCSコンコルディア・キアジナ戦 (4-0)でシーズン2得点目を記録。3月15日のFCオツェルル・ガラツィ戦 (3-2)では3アシストを決め、過去4季で3度目となるクパ・ロムニエイ準決勝進出に貢献した。

#### ステアウア・ブカレスト
2014年2月、2012-13シーズンのリーグ王者FCステアウア・ブカレストを1年半契約で合意した。2月14日のコンコルディア・キアジナ戦 (4-0)において、初出場及びペナルティーキックによる初得点を記録し、以来、すぐさまラウレンツィウ・レゲカンプ監督率いるチームの中心選手としての地位を確立し、自身初となるリーグ優勝に貢献した。12月22日にルーマニア年間最優秀選手賞を受賞した。

#### アル・イテハド
ステアウアとの契約期間残り半年となった2015年1月3日にサウジ・プロフェッショナルリーグのアル・イテハドと個人合意し、その後の両クラブ間合意を経て、2015年1月14日に同僚のウカシュ・スカワと共にアル・イテハドへの移籍が正式決定した。

### 代表
U-21代表での主将を経て、2002年11月20日のクロアチアとの親善試合でルーマニアA代表として初出場を果たした。以後、肝炎の噂により、2003年4月30日のリトアニア戦まで招集されることはなかった。同年8月30日のウクライナ戦を最後に代表から遠ざかり、その後のクラブでの好調にもかかわらず、なかなか招集されることはなかったが、ラズヴァン・ルチェスク監督によって2011年5月23日のUEFA EURO 2012予選ボスニア・ヘルツェゴビナ戦で復帰した。しかし、ヴィクトル・ピツルカ監督に交代後1試合目のサンマリノ戦に招集されることはなく、それにより、ファンによるFacebook上での「代表チームにスンマルテアンを」との嘆願が展開されると、当初願いは届かなかったが、2011年10月に同予選のサッカーベラルーシ代表戦で復帰した。だが、同試合を最後にまたしても代表から遠ざかっており、34歳となった2014年10月11日のハンガリー戦まで復帰に時間を要した。

### 私生活
弟のディヌもサッカー選手であり、FCグロリア・プログレスル・ビストリツァとFCヴァスルイで一緒にプレーした。
2014年10月14日にロシア人の元アスリートと結婚し、同年7月27日には長女を授かった。

## 個人成績

### クラブでの成績
出典:
| 所属クラブ                   | シーズン         | リーグ                           | リーグ | リーグ | カップ | カップ | リーグカップ | リーグカップ | 国際大会 | 国際大会 | 合計 | 合計 |
| 所属クラブ                   | シーズン         | 所属リーグ                       | 出場   | 得点   | 出場   | 得点   | 出場         | 得点         | 出場     | 得点     | 出場 | 得点 |
| ---------------------------- | ---------------- | -------------------------------- | ------ | ------ | ------ | ------ | ------------ | ------------ | -------- | -------- | ---- | ---- |
| グロリア・ビストリツァ       | 1998-99          | ディヴィジアA                    | 1      | 0      | -      | -      | -            | -            | -        | -        | 1    | 0    |
| グロリア・ビストリツァ       | 1999-2000        | ディヴィジアA                    | 9      | 0      | 2      | 0      | 2            | 1            | -        | -        | 13   | 1    |
| グロリア・ビストリツァ       | 2000-01          | ディヴィジアA                    | 26     | 2      | 2      | 0      | -            | -            | -        | -        | 28   | 2    |
| グロリア・ビストリツァ       | 2001-02          | ディヴィジアA                    | 27     | 3      | 2      | 1      | -            | -            | 1        | 0        | 30   | 4    |
| グロリア・ビストリツァ       | 2002-03          | ディヴィジアA                    | 26     | 7      | 1      | 0      | -            | -            | 3        | 0        | 30   | 7    |
| グロリア・ビストリツァ       | 2003-04          | ディヴィジアA                    | -      | -      | -      | -      | -            | -            | 3        | 3        | 3    | 3    |
| グロリア・ビストリツァ       | 合計             | 合計                             | 89     | 12     | 7      | 1      | 2            | 1            | 7        | 3        | 105  | 17   |
| パナシナイコス               | 2003-04          | アルファ・エスキニ               | 18     | 1      | 4      | 1      | -            | -            | 4        | 0        | 26   | 2    |
| パナシナイコス               | 2004-05          | アルファ・エスキニ               | 6      | 0      | 0      | 0      | -            | -            | 1        | 1        | 7    | 1    |
| パナシナイコス               | 2005-06          | アルファ・エスキニ               | -      | -      | -      | -      | -            | -            | -        | -        | -    | -    |
| パナシナイコス               | 2006-07          | ギリシャ・スーパーリーグ         | -      | -      | -      | -      | -            | -            | -        | -        | -    | -    |
| パナシナイコス               | 合計             | 合計                             | 24     | 1      | 4      | 1      | -            | -            | 5        | 1        | 33   | 3    |
| ユトレヒト                   | 2006-07          | エールディヴィジ                 | 1      | 0      | -      | -      | -            | -            | -        | -        | 1    | 0    |
| ユトレヒト                   | 2007-08          | エールディヴィジ                 | 14     | 0      | -      | -      | -            | -            | -        | -        | 14   | 0    |
| ユトレヒト                   | 2008-09          | エールディヴィジ                 | 1      | 0      | -      | -      | -            | -            | -        | -        | 1    | 0    |
| ユトレヒト                   | 合計             | 合計                             | 16     | 0      | -      | -      | -            | -            | -        | -        | 16   | 0    |
| グロリア・ビストリツァ       | 2008-09          | リーガ1                          | 11     | 0      | 0      | 0      | -            | -            | -        | -        | 11   | 0    |
| グロリア・ビストリツァ       | 2009-10          | リーガ1                          | 15     | 1      | 1      | 0      | -            | -            | -        | -        | 16   | 1    |
| グロリア・ビストリツァ       | 合計             | 合計                             | 26     | 1      | 1      | 0      | -            | -            | -        | -        | 27   | 1    |
| ヴァスルイ                   | 2009-10          | リーガ1                          | 16     | 0      | 3      | 1      | -            | -            | -        | -        | 19   | 1    |
| ヴァスルイ                   | 2010-11          | リーガ1                          | 29     | 2      | 1      | 0      | -            | -            | 2        | 0        | 32   | 2    |
| ヴァスルイ                   | 2011-12          | リーガ1                          | 31     | 2      | 4      | 0      | -            | -            | 10       | 0        | 45   | 2    |
| ヴァスルイ                   | 2012-13          | リーガ1                          | 29     | 7      | 1      | 0      | -            | -            | 4        | 0        | 34   | 7    |
| ヴァスルイ                   | 2013-14          | リーガ1                          | 16     | 0      | 3      | 0      | -            | -            | -        | -        | 19   | 0    |
| ヴァスルイ                   | 合計             | 合計                             | 121    | 11     | 12     | 1      | -            | -            | 16       | 0        | 149  | 12   |
| ステアウア・ブカレスト       | 2013-14          | リーガ1                          | 12     | 2      | 3      | 0      | -            | -            | -        | -        | 15   | 2    |
| ステアウア・ブカレスト       | 2014-15          | リーガ1                          | 14     | 3      | 1      | 0      | 1            | 0            | 11       | 1        | 27   | 4    |
| ステアウア・ブカレスト       | 合計             | 合計                             | 26     | 5      | 4      | 0      | 1            | 0            | 11       | 1        | 42   | 6    |
| アル・イテハド               | 2014-15          | サウジ・プロフェッショナルリーグ | 11     | 0      | 0      | 0      | 4            | 0            | 0        | 0        | 15   | 0    |
| アル・イテハド               | 2015-16          | サウジ・プロフェッショナルリーグ | 20     | 6      | 4      | 2      | 3            | 2            | 6        | 1        | 33   | 11   |
| アル・イテハド               | 合計             | 合計                             | 31     | 6      | 4      | 2      | 7            | 2            | 6        | 1        | 48   | 11   |
| パンドゥリイ・トゥルグ・ジウ | 2016-17          | リーガ1                          | 17     | 2      | 0      | 0      | 0            | 0            | 0        | 0        | 17   | 2    |
| キャリア通算成績             | キャリア通算成績 | キャリア通算成績                 | 350    | 38     | 32     | 5      | 10           | 3            | 45       | 6        | 437  | 52   |

### 代表での成績
出典:
| ルーマニア代表 | ルーマニア代表 | ルーマニア代表 |
| 年             | 出場           | 得点           |
| -------------- | -------------- | -------------- |
| 2002           | 1              | 0              |
| 2003           | 2              | 0              |
| 2011           | 4              | 0              |
| 2014           | 4              | 0              |
| 2015           | 3              | 0              |
| Total          | 14             | 0              |

## タイトル
クラブ
FCグロリア・プログレスル・ビストリツァ
- クパ・リギー : 1999-2000

パナシナイコスFC
- アルファ・エスキニ : 2003-04
- キペロ・エラーダス : 2003-04

FCステアウア・ブカレスト
- リーガ1 : 2013-14

個人
- ルーマニア年間最優秀選手賞（英語版） : 2014